# Línea 551 (Lomas de Zamora)
La línea 551 es una línea de colectivos del Partido de Lomas de Zamora. Une el Puente La Noria con la estación Lomas de Zamora. Pasando por Olimpo,Quiroga,Unidad 40, Barrio Santa Catalina 3 y Restelli para terminar su recorrido en Unidad 40

## Recorridos[1]

### Ramal Troncal(x Quiroga)
Se decidió reestructurar el recorrido viejo por una fusión con un ramal de la extinta 532 obteniendo ahora este recorrido desde agosto de 2019.
Recorrido de ida:  De Estación Lomas de Zamora por República Árabe de Siria - Boedo - J. M. Penna - Las Heras - Las Tropas - Lisandro de la Torre - San Vicente - Franklin - San Vicente - Gral. Rodríguez - Int. Tavano - Arlucea - Homero - Eibar - J. F. Quiroga - Cap. Rubén Martell - Venzano - Gral. Costa - Av. Cap. Giachino - Av. Olimpo -Epecuen - Newton - Camino de la Rivera Sud - Colectora Pte. J. D. Perón - Terminal Puente La Noria.

Recorrido de regreso: De Terminal Puente La Noria por Colectora Pte. J. D. Perón - Camino de la Rivera Sud -
Newton - Epecuen - Av. Olimpo - Av. Cap. Giachino - Gral. Costa -Venzano - Cap. Rubén Martell - J. F. Quiroga - Eibar - Homero - Virgen de ltatí - J. Espronceda - San Vicente - Franklin - San Vicente - Lisandro de la Torre - Las Tropas - Las Heras - Tucumán - Portela - Manuel Castro - Sarmiento - Rep. Del Líbano hasta Estación Lomas de Zamora.

### Ramal N
Recorrido de ida: De Elizalde y J. F. Quiroga por esta - Cap. Ruben Martell - Dr. J. M. Nuñez - R. Venzano - Gral. J. Costa - Gral. De Fragata P. Giachino - Cabo Ppo. Correa - M. Pedraza - J. M. Rosas - Epecuen - l. Newton - Camino de la Rivera Sud - Cosquín - Turner - Colectora Pte. J. D. Perón hasta Terminal Puente La Noria. 
Recorrido de vuelta: De Terminal Puente La Noria por Colectora Pte. J. D. Perón - Camino de la Rivera Sud - l. Newton - Epecuen - J. M. Rosas - M. Pedraza - Cabo Ppo. Correa - Gral. De Fragata P. Giachino - Gral. J. Costa - R. Venzano - Dr. J. M. Nuñez - Cap. Ruben Martell - J. F. Quiroga hasta Elizalde.